# Aston Martin Rapide
La Aston Martin Rapide è una coupé a 4 porte, presentata come concept car nel 2006, progettata dalla casa automobilistica inglese Aston Martin per rivaleggiare con le altre auto del segmento, tra cui la Maserati Quattroporte, basata sulla Aston Martin DB9 con cui condivide la stessa piattaforma VH e prodotta dal 2009 al 2020.
Dal 2013 al 2018 è stata prodotta in versione potenziata e aggiornata, rinominata Rapide S e negli ultimi due anni di produzione è stata ulteriormente modificata e potenziata, sotto la denominazione Rapide AMR.  

## Nome
Il termine Rapide è stato ripreso dalla Lagonda Rapide, una vettura a quattro porte prodotta come sottomarchio dalla stessa Aston Martin.

## Il contesto

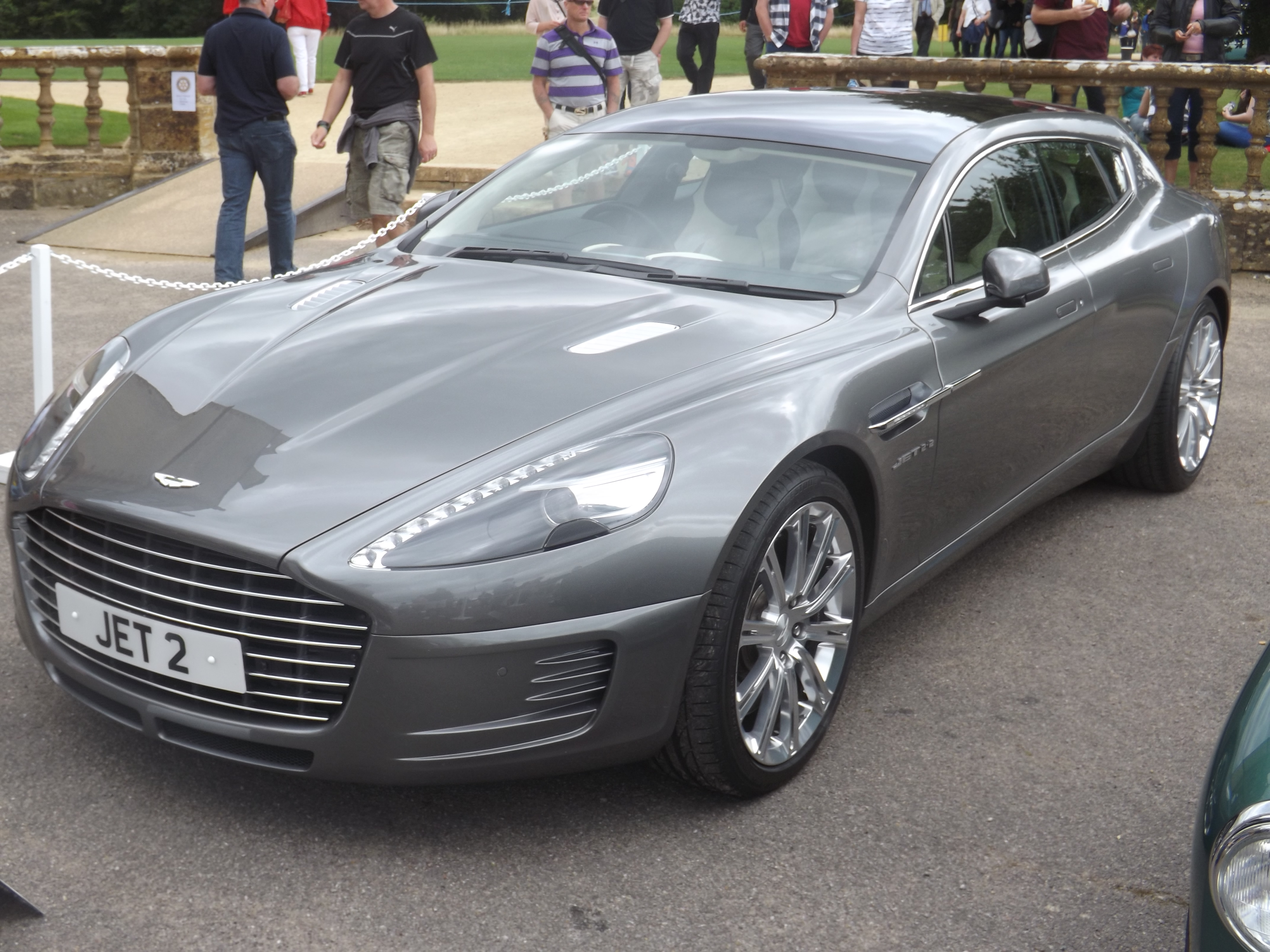
Aston Martin Rapide Bertone

Nel dicembre 2009 l'azienda ha posto in vendita la vettura al prezzo base di circa 180.000 Euro, dando inizio alla produzione. L'assemblaggio in un primo momento venne commissionato alla Magna Steyr di Graz per poi essere trasferito a Gaydon nel 2011. La realizzazione di ogni esemplare della Rapide comporta un mese di lavoro.
Al Salone di Ginevra 2013 viene presentata dalla carrozzeria Bertone una one-off su base Rapide, chiamata Rapide Bertone. È una 2+2 con carrozzeria shooting-brake realizzata in unico esemplare per celebrare i 60 anni di collaborazione tra le due case.

## Attività sportiva
Nel 2010 la Aston Martin ha allestito una versione da corsa della Rapide per partecipare alla 24 ore del Nürburgring. La vettura è fornita di tutti i sistemi di sicurezza necessari per partecipare a questo tipo di competizioni, sospensioni rinforzate, pneumatici slick, e di un motore V12 da 470 CV. Il pilota scelto per guidarla è stato Ulrich Bez.
Nel 2013 la casa britannica ha deciso la realizzazione di un modello speciale da competizione della Rapide S. La particolarità della vettura è il fatto di essere ad alimentazione ibrida, costituita cioè da un propulsore benzina e da uno ad idrogeno. L'obiettivo della casa è dimostrare la competitività di una vettura di questo tipo schierandola alla 24 ore del Nürburgring.

## Motorizzazioni
Di seguito vengono riepilogate le caratteristiche previste per ogni versione costituente la gamma Rapide:
| Modello  | Motore | Cilindrata cm³ | Alimentazione                | Potenza kW (CV)/rpm | Coppia Nm/rpm | Cambio/ N°rapporti | Freni (ant./post.) | Massa a vuoto (kg) | Velocità massima km/h | Acceler. 0–100 km/h | Consumo (l/100 km) | Emissioni CO2 (g/km) | Anni di produzione |
| Rapide   | V12    | 5935           | Ciclo Otto Iniezione diretta | 350 (477)/6000      | 600/5000      | Automatico/8       | D/D                | 1990               | 296                   | 5"3                 | 14,9               | 355                  | dal 2009 al 2013   |
| Rapide S | V12    | 5935           | Ciclo Otto Iniezione diretta | 410 (558)/6750      | 620/5500      | Automatico/8       | D/D                | 1990               | 306                   | 4"9                 | 14,3               | 332                  | dal 2013           |